# Canton de Châlons-en-Champagne-1
Le canton de Châlons-en-Champagne-1 est une circonscription électorale française située dans le département de la Marne et la région Grand Est.

## Géographie
Ce canton est organisé autour de Châlons-en-Champagne dans l'arrondissement de Châlons-en-Champagne. Son altitude varie de 77 m (Fagnières) à 153 m (Châlons-en-Champagne).

## Histoire
Le canton de Châlons-sur-Marne-I est créé par décret du 13 juillet 1973 scindant en trois le canton de Châlons-sur-Marne.
Il est modifié par le décret du 31 janvier 1985 créant le canton de Châlons-sur-Marne-IV.
En 1995, la commune de Châlons-sur-Marne est renommée en « Châlons-en-Champagne ».
Par décret du 21 février 2014, le nombre de cantons du département est divisé par deux, avec mise en application aux élections départementales de mars 2015. Le canton de Châlons-en-Champagne-1 est conservé et voit ses limites territoriales remaniées.

## Représentation

### Conseillers généraux de 1973 à 2015
| Période | Période | Identité                     | Étiquette | Qualité |
| ------- | ------- | ---------------------------- | --------- | --- |
| 1973    | 1982    | Jean Sammut (1923-2004)      | PS        | Avocat au barreau de Chalons-en-Champagne                                                                    |
| 1982    | 2008    | Jean-Marie Camus (1942-2016) | UDF       | Ingénieur, adjoint au maire de Chalons-en-Champagne (1995-2001)                                              |
| 2008    | 2015    | Jean-Louis Devaux            | UMP       | Chef d'entreprise Maire-adjoint de Chalons-en-Champagne Elu en 2015 dans le Canton de Châlons-en-Champagne-2 |

### Conseillers départementaux depuis 2015
| Période élective | Période élective | Mandat | Mandat   | Identité             | Nuance | Nuance | Qualité |
| ---------------- | ---------------- | ------ | -------- | -------------------- | ------ | ------ | --- |
| 2015             | 2021             | 2015   | 2021     | Mme Dominique Determ |        | EELV   | Retraitée de l'Education Nationale Adjointe au maire de Fagnières |
| 2015             | 2021             | 2015   | 2021     | Rudy Namur           |        | PS     | Contrôleur de gestion des CFA de la Région Champagne-Ardenne conseiller municipal de Châlons-en-Champagne Ancien conseiller général du Canton de Châlons-en-Champagne-2 (2011-2015) |
| 2021             | 2028             | 2021   | en cours | Rudy Namur           |        | PS     | Conseiller sortant |
| 2021             | 2028             | 2021   | en cours | Khira Taam           |        | DVG    | Adjointe au maire de Fagnières |

### Résultats détaillés

#### Élections de mars 2015
À l'issue du 1er tour des élections départementales de 2015, deux binômes sont en ballottage : Dominique Determ et Rudy Namur (PS, 32,18 %) et Thierry Besson et Elodie Deniel (FN, 30,65 %). Le taux de participation est de 47,64 % (8 208 votants sur 17 228 inscrits) contre 48,93 % au niveau départemental et 50,17 % au niveau national.
Au second tour, Dominique Determ et Rudy Namur (PS) sont élus avec 59,6 % des suffrages exprimés et un taux de participation de 48,2 % (4 428 voix pour 8 304 votants et 17 229 inscrits).

#### Élections de juin 2021
Le premier tour des élections départementales de 2021 est marqué par un très faible taux de participation (33,26 % au niveau national). Dans le canton de Châlons-en-Champagne-1, ce taux de participation est de 25,86 % (4 004 votants sur 15 482 inscrits) contre 28,76 % au niveau départemental. À l'issue de ce premier tour, deux binômes sont en ballottage : Rudy Namur et Khira Taam (Union à gauche avec des écologistes, 35,46 %) et Thierry Besson et Christine Halin (RN, 26,8 %).
Le second tour des élections est marqué une nouvelle fois par une abstention massive équivalente au premier tour. Les taux de participation sont de 34,36 % au niveau national, 29,32 % dans le département et 27,57 % dans le canton de Châlons-en-Champagne-1. Rudy Namur et Khira Taam (Union à gauche avec des écologistes) sont élus avec 65,4 % des suffrages exprimés (2 518 voix pour 4 267 votants et 15 477 inscrits),,. 

## Composition

### Composition de 1973 à 1985
Lors de sa création, le canton de Châlons-sur-Marne-I est composé de la portion de territoire de la ville de Châlons-sur-Marne déterminée par l'axe des voies ci-après : avenue du Président-Roosevelt (partie Est) jusqu'au chemin de l'Etang-Lavalette, rue des Vieilles-Postes, rue du Faubourg-Saint-Jean, rue du Vieux-Chabrot, rue des Quatre-Vents, boulevard Emile-Zola, bordure Sud du cimetière de l'Est, rue du Mont-Calvaire, rue du Châtelet, place des Ursulines, rue du Four, rue du Flocmagny, rue Traversière, rue de l'Arquebuse, rue Léon-Bourgeois, place de Verdun, avenue du Général-Sarrail, rue Clovis-Jacquiert, rue Emile-Schmitt, rue Georges-Clemenceau, chemin de Saint-Martin-sur-le-Pré, avenue Henri-Becquerel, avenue du Général-Patton, rue du Docteur-Maillot, chaussée du Port, boulevard Léon-Blum, chemin de l'Ecluse et canal latéral à la Marne.

### Composition de 1985 à 2015

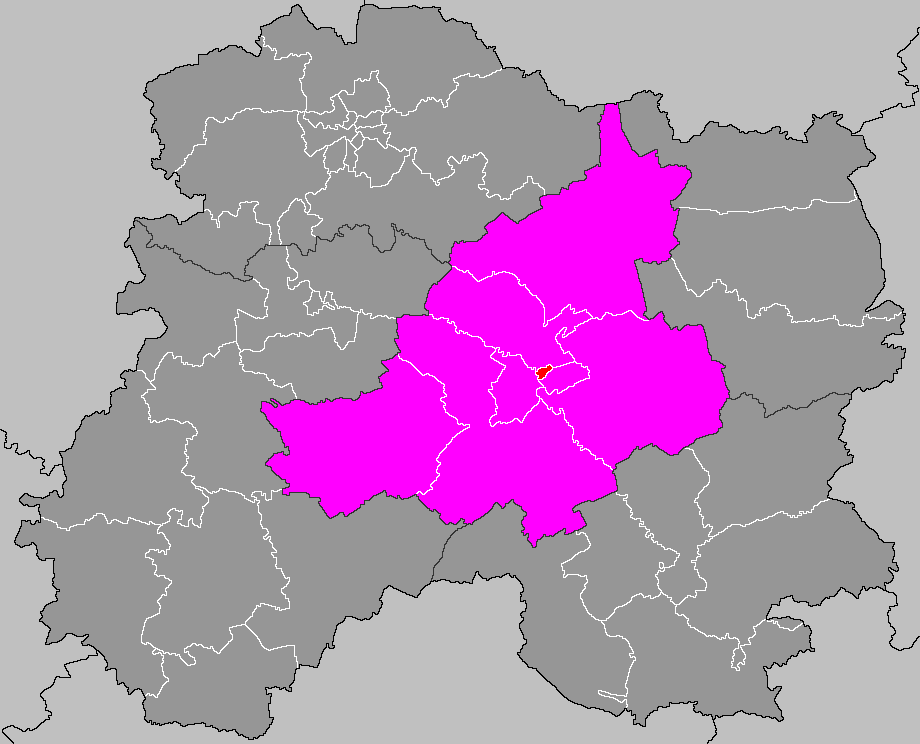
Situation du canton de Châlons-en-Champagne-1 dans le département de la Marne de 1985 à 2015.

Il est réduit par la création du canton de Châlons-sur-Marne-IV en 1985. Il est alors composé de la portion de territoire de la commune de Châlons-sur-Marne délimitée par l'axe des voies ci-après : allées Voltaire, allées de Forêts, allées Alphonse-Karr, avenue du Général-Charles-de-Gaulle, rue Jean-de-la-Fontaine, rue Tisset, rue Jean-Pierre-Florian, par la limite territoriale de la commune de Saint-Memmie (jusqu'à la déviation de la route nationale 44), par l'axe des voies ci-après : déviation de la route nationale 44 (jusqu'à la hauteur de l'avenue Beethoven), avenue Beethoven et son prolongement jusqu'à la rue de la Croix-Milson en passant par la voie qui sépare la caserne Février de l'hôpital militaire, rue de la Croix-Milson, avenue de Sainte-Menehould (jusqu'à la rue Jules-Roussel), rue Jules-Roussel, avenue de Sainte-Menehould, place de Verdun, boulevard Justin-Grandthille, place aux Chevaux, boulevard Léon-Blum, rue Jean-Jaurès, et par la limite du canton de Châlons-sur-Marne-III (de la rue Jean-Jaurès aux allées Voltaire).

### Composition depuis 2015
Le canton comprend désormais :
1. trois communes entières,
2. la partie de la commune de Châlons-en-Champagne située à l'ouest d'une ligne définie par l'axe des voies et limites suivantes : depuis la limite territoriale de la commune de Saint-Martin-sur-le-Pré, avenue du Général-Sarrail, place de Verdun, avenue de Valmy, place aux Chevaux, canal Saint-Martin, pont Jacquesson, boulevard Léon-Blum, rue Jean-Jaurès, canal latéral à la Marne, allée des Forêts, avenue du 29-Août-1944, boulevard John-Fitzgerald-Kennedy, avenue du 29-Août-1944, avenue des Alliés, rue de l'Étang-Lavalette, avenue du Président-Roosevelt, avenue Winston-Churchill, avenue des Alliés, rue Eugène-Delacroix, ligne droite dans le prolongement de la rue Paul-Valéry, rue Paul-Valéry, rue Paul-Verlaine, jusqu'à la limite territoriale de la commune de Sarry.

| Nom                                          | Code Insee | Intercommunalité           | Superficie (km2) | Population (dernière pop. légale)                | Densité (hab./km2) | Modifier                                    |
| -------------------------------------------- | ---------- | -------------------------- | ---------------- | ------------------------------------------------ | ------------------ | ------------------------------------------- |
| Châlons-en-Champagne (bureau centralisateur) | 51108      | CA de Châlons-en-Champagne | 26,05            | Fraction : 19 865 (2022) Commune : 43 218 (2022) | 1 659              | modifier les données · modifier les données |
| Compertrix                                   | 51160      | CA de Châlons-en-Champagne | 4,76             | 1 307 (2022)                                     | 275                | modifier les données · modifier les données |
| Coolus                                       | 51168      | CA de Châlons-en-Champagne | 13,18            | 230 (2022)                                       | 17                 | modifier les données · modifier les données |
| Fagnières                                    | 51242      | CA de Châlons-en-Champagne | 19,48            | 4 886 (2022)                                     | 251                | modifier les données · modifier les données |
| Canton de Châlons-en-Champagne-1             | 5103       |                            |                  | 26 288 (2022)                                    |                    | modifier les données                        |

## Démographie

### Démographie avant 2015
| 1999   | 2006   | 2011   | 2012   |
| ------ | ------ | ------ | ------ |
| 12 528 | 12 432 | 12 352 | 12 242 |

### Démographie depuis 2015
En 2022, le canton comptait 26 288 habitants, en évolution de −4,18 % par rapport à 2016 (Marne : −1,19 %, France hors Mayotte : +2,11 %).
| 2013   | 2018   | 2022   |
| ------ | ------ | ------ |
| 26 417 | 27 017 | 26 288 |